# Macrometopia
Macrometopia là một chi ruồi trong họ Syrphidae.